# Erylus diminutus
Erylus diminutus is een sponzensoort uit de familie Geodiidae in de klasse gewone sponzen (Demospongiae).
De wetenschappelijke naam van de soort werd in 1999 gepubliceerd door Mothes, Lerner & Silva. De soort werd verzameld voor de kust van Rio Grande do Sul (Brazilië) op een diepte van 183 m.